# Santo fálico

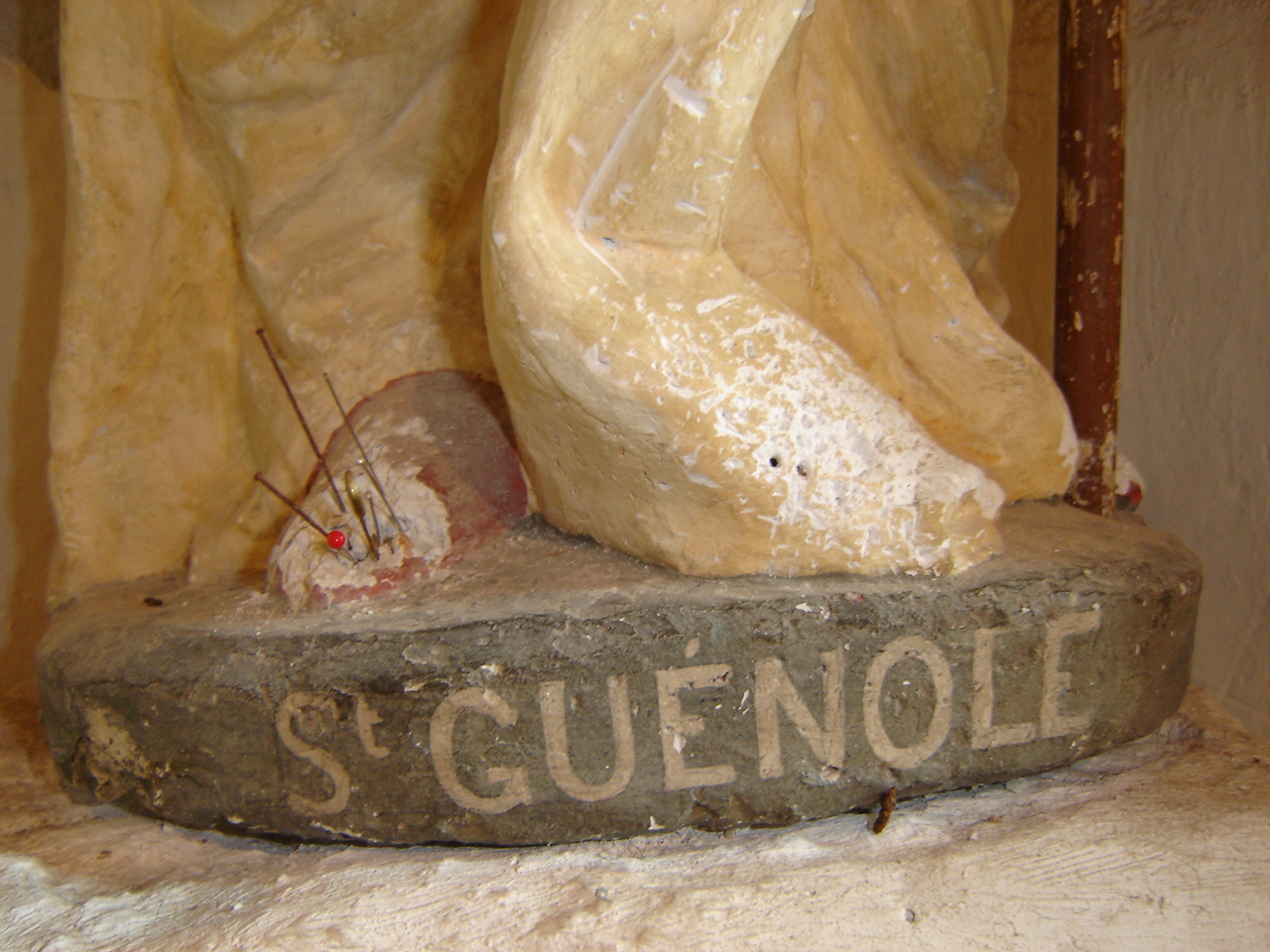
Os pés da estátua de São Guinolé (Winwaloe, Guignolé), em uma capela de Prigny (Loire-Atlantique), são perfurados com agulhas por garotas locais que esperam encontrar suas almas gêmeas dessa maneira.

Santos fálicos são representações de santos ou divindades locais que são invocados para fertilidade. As representações do falo são símbolos benevolentes de prolificidade e fecundidade reprodutiva, e objetos de reverência e adoração, especialmente entre meninas e mulheres estéreis.

## Descrição
Santos fálicos são representações de santos reais ou divindades locais que são invocadas para fertilidade. Mais do que representações vulgares do falo, santos fálicos são símbolos benevolentes de prolificidade e fecundidade reprodutiva, e objetos de reverência e adoração especial entre meninas e mulheres estéreis.
As divindades fálicas da divindade eslava incluem Yarilo (Yarila, eslavo ocidental Yarovit, Gerovit, sérvio-croata Јarilo) - Deus que desperta a natureza. Seu nome vem da raiz yar - "ardente, frenético, forte" e está associado a ideias sobre fertilidade primaveril. Casamento: rus. ardente, primavera, ukr. yarny "primavera", yarny "primavera, jovem, cheio de energia, apaixonado." O verbo eslavo yariti tem o significado de "ter relações sexuais". Um dos hinos, escrito em nome do próprio Yaril, diz: "Eu cobri as planícies com grama e as árvores com folhagem. Eu trago colheitas para os campos e descendentes para o gado".

## Associações
Muitos são santos legítimos que adquiriram seus atributos priápicos por meio do processo de etimologia popular. Sir William Hamilton (1730–1803) relatou que, entre as representações de cera de partes do corpo então apresentadas como oferendas a Cosme e Damião em Isérnia, perto de Nápoles, em seu dia de festa, as do pênis são as mais comuns. As observações de Hamiliton levaram Richard Payne Knight a escrever seu Account of the Remains of the Worship of Priapus, no qual ele reproduziu exemplos das efígies.

### Lista de santos fálicos
- Ters, ou São Ters, de Antuérpia, cujo culto foi relatado por Johannes Goropius Becanus. Ele também foi chamado de Semini ou Deus Jumenas.
- Santos Cosme e Damião, médicos gêmeos, um dos centros de culto dos quais era Isérnia, na Itália.
- São Guignolé (Winwaloe), primeiro abade de Landévennec, que adquiriu seu status priápico pela confusão de seu nome com gignere (fr. engendrer, "gerar").[1] Seu santuário não foi destruído até 1793.[5]
- São Foutin, por assimilação do nome de Pothin (Potino), primeiro bispo de Lyon, ao verbo foutre ("foder").[1] As pessoas adoravam o falo de São Foutin derramando vinho sobre ele.[1]
- São Guerlichon (Greluchon) em Bourg-Dieu.[1]
- São Giles (Egídio) em Cotentin.[1]
- São René em Anjou (por confusão com rédeas, "rins" - antigamente acreditava-se que era a sede do poder sexual).[1]